# اداره کل اطلاعات (سوریه)
اداره کل اطلاعات (عربی: إِدَارَةُ الْمُخَابَرَاتِ الْعَامَّةِ) که به نام اداره کل امنیت یا GID سوریه نیز شناخته می‌شد، مهم‌ترین سازمان اطلاعاتی غیرنظامی سوریه بعثی بود و نقش مهمی را در سرکوب مخالفان داخلی ایفا می‌کرد. اداره کل اطلاعات، وظیفه نظارت بر مردم سوریه، هدایت و مدیریت اطلاعات خارجی و نظارت بر فعالیت‌ها در لبنان را نیز برعهده داشت.

## ساختار
اداره کل اطلاعات، زیر نظر وزارت کشور ادارهو به سه شاخه تقسیم می‌شد:
- بخش امنیت داخلی (شعبه ۲۵۱)
- بخش امنیت خارجی
- بخش امور فلسطین[۴]

بخش امنیت داخلی، وظیفه جاسوسی و نظارت بر مردم را بر عهده داشت. بخش امنیت خارجی، مسئول کارهای اطلاعاتی خارجی و بخش فلسطینی، مسئول نظارت بر فعالیت‌های گروه‌های فلسطینی در سوریه و لبنان بود.
هشام اختیار در سال ۲۰۰۱ به جای علی حمود که وزیر کشور شد، ریاست این اداره را عهده‌دار شد. ژنرال اختیار از نزدیکان به برادر همسر فقید بشار اسد، آصف شوکت بود. در اواخر قرن بیستم، ژنرال علی حوری رئیس اداره کل امنیت بود. در آن زمان، این اداره، رقیب اداره امنیت سیاسی محسوب می‌شد. ژنرال غازی کنعان احتمالاً در اواخر قرن بیستم ریاست امنیت بین‌المللی این اداره را بر عهده داشت.
رئیس‌جمهور بشار اسد در ژوئن ۲۰۰۵ ژنرال علی مملوک را به عنوان رئیس اداره کل امنیت منصوب کرد. شش سال بعد در آوریل ۲۰۱۱، دولت آمریکا تحریم‌هایی را علیه علی مملوک اعمال کرد و گفت که او مسئول نقض حقوق بشر از جمله استفاده از خشونت علیه غیرنظامیان بوده است. اداره او مخالفان داخلی را سرکوب کرده بود، شهروندان را زیر نظر داشت و در اقدامات دولت سوریه در درعا که در آن معترضان توسط سرویس‌های امنیتی سوریه کشته شدند، شرکت داشت. ماه بعد، اتحادیه اروپا نیز تحریم‌هایی را علیه علی مملوک اعمال کرد و گفت که او در تلاش برای سرکوب معترضان ضد دولتی دست داشته است. گفته می‌شد او که سنی است، با همه سازمان‌های اطلاعاتی سوریه رابطه خوبی داشت. روسای اطلاعات نیروی هوایی و اداره امنیت سیاسی زمانی دستیاران او بودند. او از نزدیکان و معتمدان بشار اسد بود.